# Ade Coker
Adewunmi Olarewaju Coker, también conocido como Ade Coker (Lagos, Nigeria; 19 de mayo de 1954) es un jugador de fútbol nigeriano-estadounidense retirado que jugó como delantero.
Comenzó con el club inglés West Ham United y luego se trasladó a la Liga de Fútbol de América del Norte y la Liga Mayor de Fútbol Sala. También jugó cinco partidos con la selección nacional de Estados Unidos.

## Trayectoria
Se mudó a Inglaterra a la edad de 11 años y estaba jugando fútbol colegial cuando fue descubierto por el explorador del West Ham, Wally St Pier. En 1971, firmó en la Primera División inglesa con el West Ham United cuando tenía 17 años.
Su apertura con los martillos llegó el 30 de octubre, contra el Crystal Palace en el Selhurst Park después de una lesión a finales del partido de Geoff Hurst. Pasó la campaña baja de 1974 con el Boston Minutemen de la North American Soccer League (NASL), ganando los honores del Segundo Equipo All Star.
De regreso a Inglaterra, en diciembre del mismo año fue cedido por el Lincoln City, haciendo su debut en la victoria en casa por 2-0 sobre Stockport County el 20 de diciembre. Luego se mudó permanentemente a Estados Unidos, reuniéndose con los Minutemen de Boston.
A mitad de 1976, fue enviado a los Minnesota Kicks. Tres juegos en 1978, Minnesota lo canjeó a San Diego Sockers.
Al final de 1979, los Sockers lo enviaron a Rochester Lancers para 1980. Pasó al equipo Baltimore Blast de la Major Indoor Soccer League de 1980-1981. 
En 1982, regresó a San Diego cuando los Sockers comenzaron a hacer la transición hacia el fútbol sala. Pasó una temporada (1987-1988) con los St. Louis Steamers.

## Selección nacional
Jugó 5 partidos con la selección estadounidense. Obtuvo su primer juego en un empate sin goles el 9 de septiembre de 1984 contra las Antillas Neerlandesas.
Marcó de nuevo dos partidos más tarde, en una victoria por 1-0 sobre Colombia. Jugó su quinto y último partido en la derrota por 2-1 ante México el 17 de octubre de ese mismo año 1984.

## Clubes
| Club                      | País           | Año       |
| ------------------------- | -------------- | --------- |
| West Ham United           | Inglaterra     | 1971-1975 |
| Boston Minutemen (cesión) | Estados Unidos | 1974      |
| Lincoln City (cesión)     | Inglaterra     | 1974-1975 |
| Boston Minutemen          | Estados Unidos | 1975-1976 |
| Minnesota Kicks           | Estados Unidos | 1976-1978 |
| San Diego Sockers         | Estados Unidos | 1978-1979 |
| New York Arrows           | Estados Unidos | 1979-1980 |
| Rochester Lancers         | Estados Unidos | 1980      |
| Baltimore Blast           | Estados Unidos | 1980-1981 |
| San Diego Sockers         | Estados Unidos | 1982-1987 |
| St. Louis Steamers        | Estados Unidos | 1987-1988 |

## Palmarés

### Títulos nacionales
| Título                     | Equipo            | País           | Año     |
| -------------------------- | ----------------- | -------------- | ------- |
| Major Indoor Soccer League | San Diego Sockers | Estados Unidos | 1982-83 |
| Major Indoor Soccer League | San Diego Sockers | Estados Unidos | 1984-85 |
| Major Indoor Soccer League | San Diego Sockers | Estados Unidos | 1985-86 |